# 上砂川中継局
上砂川中継局（かみすながわちゅうけいきょく）は、北海道上砂川町にある中継局である。所在地はNHKとSTV（アナログVHF）が上砂川公園に、HBC・HTB・UHB・TVh（アナログUHF）が妹ヶ瀬山にそれぞれ置く。地上デジタル放送は全局UHF波であることからNHKとSTVも含めて全局妹ヶ瀬山に置かれている。

## デジタルテレビジョン放送概要
| ID | 放送局名             | 物理 チャンネル | 空中線電力 | ERP   | 放送対象地域                    | 放送区域 内世帯数 | 開局日         |
| -- | -------------------- | --------------- | ---------- | ----- | ------------------------------- | ----------------- | -------------- |
| 1  | HBC 北海道放送       | 29              | 300mW      | 890mW | 北海道                          | 約2,100世帯       | 2009年 2月26日 |
| 2  | NHK 札幌教育         | 24              | 300mW      | 790mW | 全国                            | 約2,100世帯       | 2009年 2月26日 |
| 3  | NHK 札幌総合         | 16              | 300mW      | 830mW | 石狩・空知 （滝川市以南）・後志 | 約2,100世帯       | 2009年 2月26日 |
| 5  | STV 札幌テレビ放送   | 30              | 300mW      | 890mW | 北海道                          | 約2,100世帯       | 2009年 2月26日 |
| 6  | HTB 北海道テレビ放送 | 20              | 300mW      | 910mW | 北海道                          | 約2,100世帯       | 2009年 2月26日 |
| 7  | TVh テレビ北海道     | 26              | 300mW      | 890mW | 北海道                          | 約2,100世帯       | 2009年 2月26日 |
| 8  | UHB 北海道文化放送   | 22              | 300mW      | 870mW | 北海道                          | 約2,100世帯       | 2009年 2月26日 |

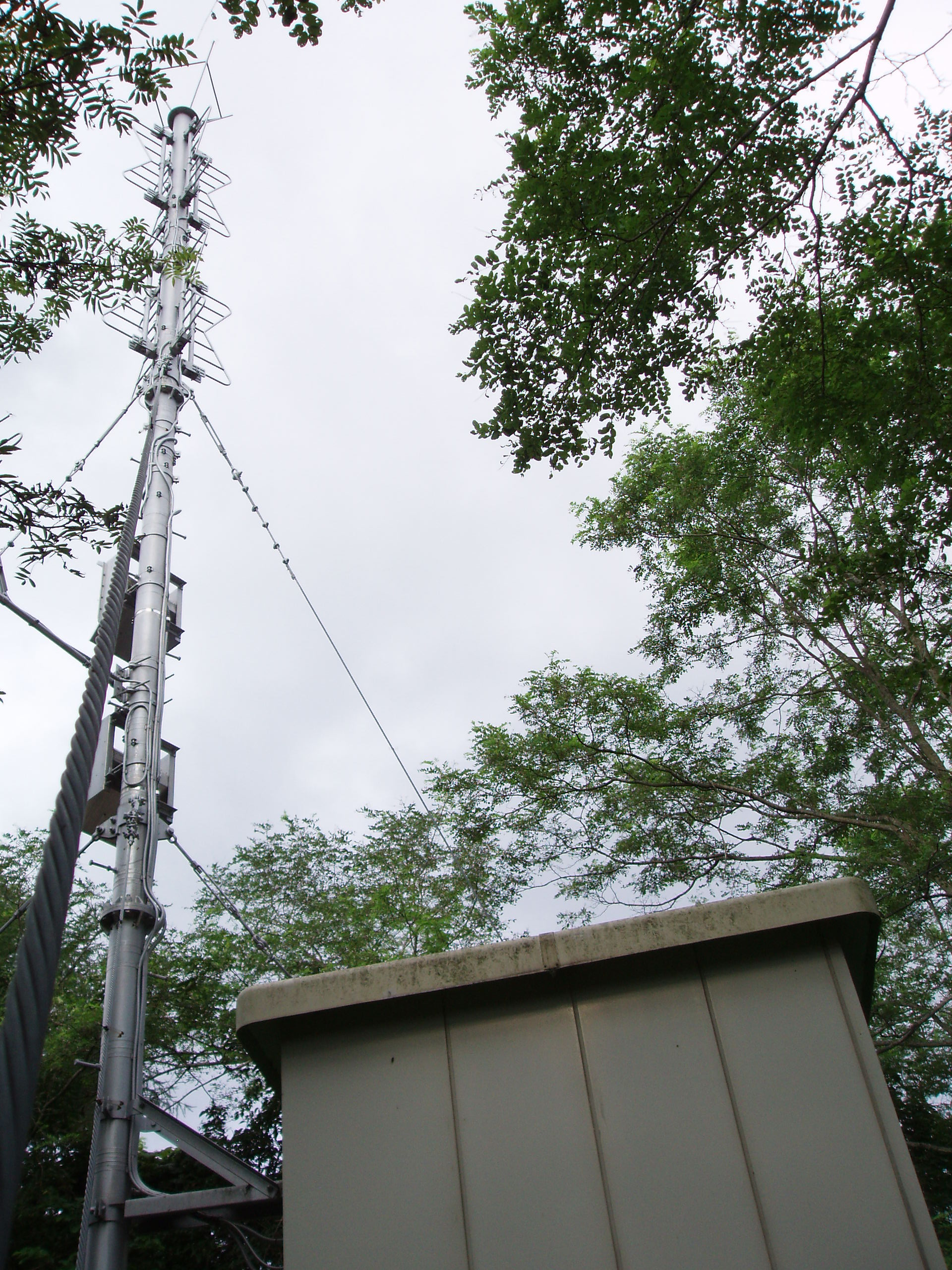
上砂川中継局（NHK）

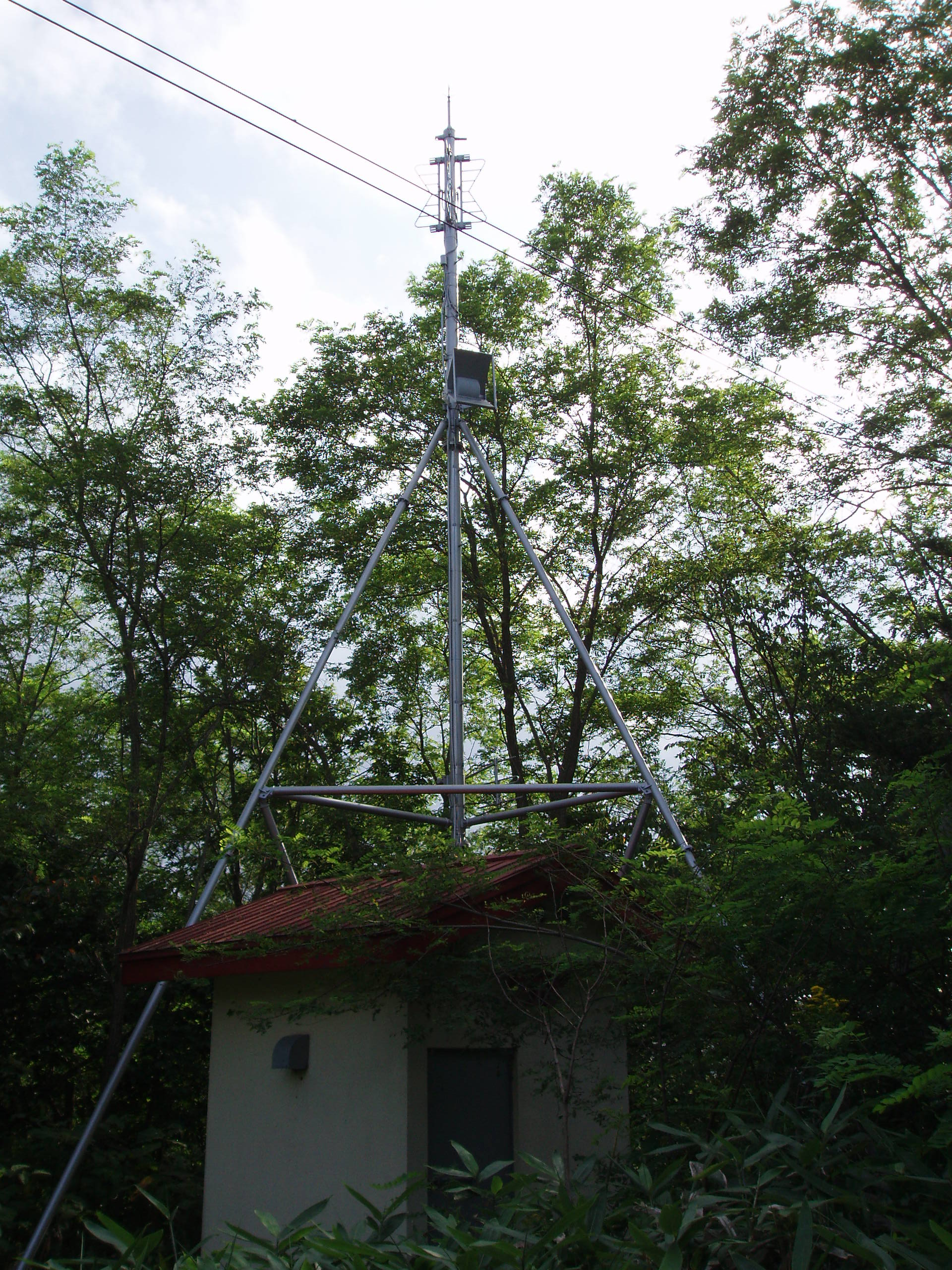
上砂川中継局（STV）

- 地上デジタル放送（地デジ）はNHK・民放とも2009年2月26日に開局。当初民放は自力建設困難とされていたが、開局に踏み切った。

## アナログテレビジョン放送概要
| 物理 チャンネル | 放送局名             | 空中線 電力       | ERP                  | 放送対象地域                                     | 放送区域 内世帯数 | 偏波面   |
| --------------- | -------------------- | ----------------- | -------------------- | ------------------------------------------------ | ----------------- | -------- |
| 7               | NHK 札幌教育         | 映像1W/ 音声250mW | 映像930mW/ 音声233mW | 全国                                             | 不明              | 水平偏波 |
| 9               | NHK 札幌総合         | 映像1W/ 音声250mW | 映像930mW/ 音声233mW | 石狩・空知 （滝川市以南）・後志 （黒松内町以外） | 不明              | 水平偏波 |
| 11              | STV 札幌テレビ放送   | 映像1W/ 音声250mW | 映像910mW/ 音声228mW | 北海道                                           | 不明              | 水平偏波 |
| 36              | HTB 北海道テレビ放送 | 映像3W/ 音声750mW | 不明                 | 北海道                                           | 不明              | 水平偏波 |
| 47              | UHB 北海道文化放送   | 映像3W/ 音声750mW | 不明                 | 北海道                                           | 不明              | 水平偏波 |
| 49              | HBC 北海道放送       | 映像3W/ 音声750mW | 不明                 | 北海道                                           | 不明              | 水平偏波 |
| 51              | TVh テレビ北海道     | 映像3W/ 音声750mW | 不明                 | 北海道                                           | 不明              | 水平偏波 |

- 札幌送信所を親局としている中継局の為、音声多重放送も視聴可能。
- かつてはHBC42ch、HTB40ch、UHB38ch、TVh44chで放送されていたが、歌志内中継局および深川中継局のデジタル中継局開局に伴う混信対策で現在のチャンネルとなっている。
- HBCは開局からしばらくの間、上砂川公園からVHF2chで送信されていたが、スポラディックE層による季節的な混信を回避するために妹ヶ瀬山からのUHF帯での送信に切り替えられた。

## 放送エリア
- 上砂川町全域および道央自動車道の奈井江砂川IC付近の一部。
- ラジオ局はAM、FM共に設置されていない。